# Proteste di Mosca del 2019
Per proteste di Mosca del 2019 si intendono dei raduni iniziati nel luglio 2019 a Mosca, causati dalla situazione instabile dopo le elezioni della Duma di Mosca del 2019. Diffuse proteste pubbliche si sono scatenate da numerose violazioni delle autorità, rivendicate dai candidati indipendenti dell'opposizione, durante la procedura di registrazione dei candidati per le elezioni. I raduni della prospettiva Sacharov il 20 luglio e il 10 agosto 2019 sono diventati i maggiori raduni politici in Russia dopo le proteste in Russia del 2011-2013. La manifestazione del 27 luglio ha stabilito un record sul numero di arresti: ne sono stati 1373. I successivi ricorsi delle decisioni del MCEC alla Commissione centrale elettorale della Federazione Russa da parte dei candidati indipendenti non hanno portato a risultati concreti.
Le proteste sono state accompagnate da massicci arresti arbitrari di candidati indipendenti e due casi penali: l'ostruzione del lavoro pubblico nel caso delle commissioni elettorali e il caso di sommosse (noto anche come caso di Mosca). L'agenzia di intelligence nazionale, la Federal'naja služba bezopasnosti ha partecipato alle indagini sugli eventi. È stato riferito che l'agenzia stava cercando di trovare legami dell'opposizione con strutture straniere e di provare che le proteste siano finanziate da paesi esteri.
Numerosi media, politici e il Consiglio presidenziale per la società civile e i diritti umani non hanno trovato prove di rivolte di massa durante i raduni.
Tra i protestanti spicca il rapper oxxxymiron.

## Cronologia

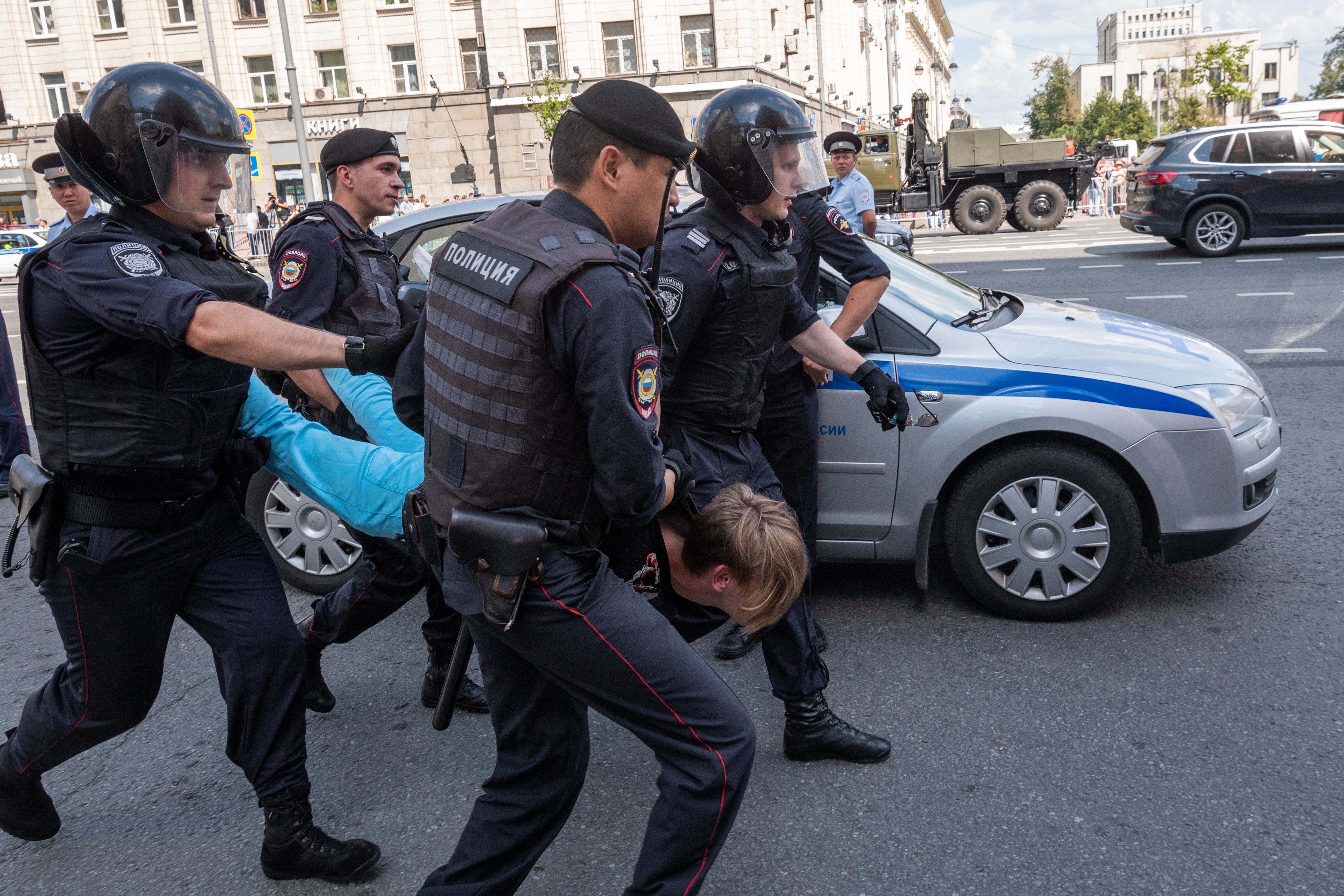
Raduno di Mosca a sostegno dei candidati dell'opposizione per la Duma della città di Mosca. 27 luglio 2019.

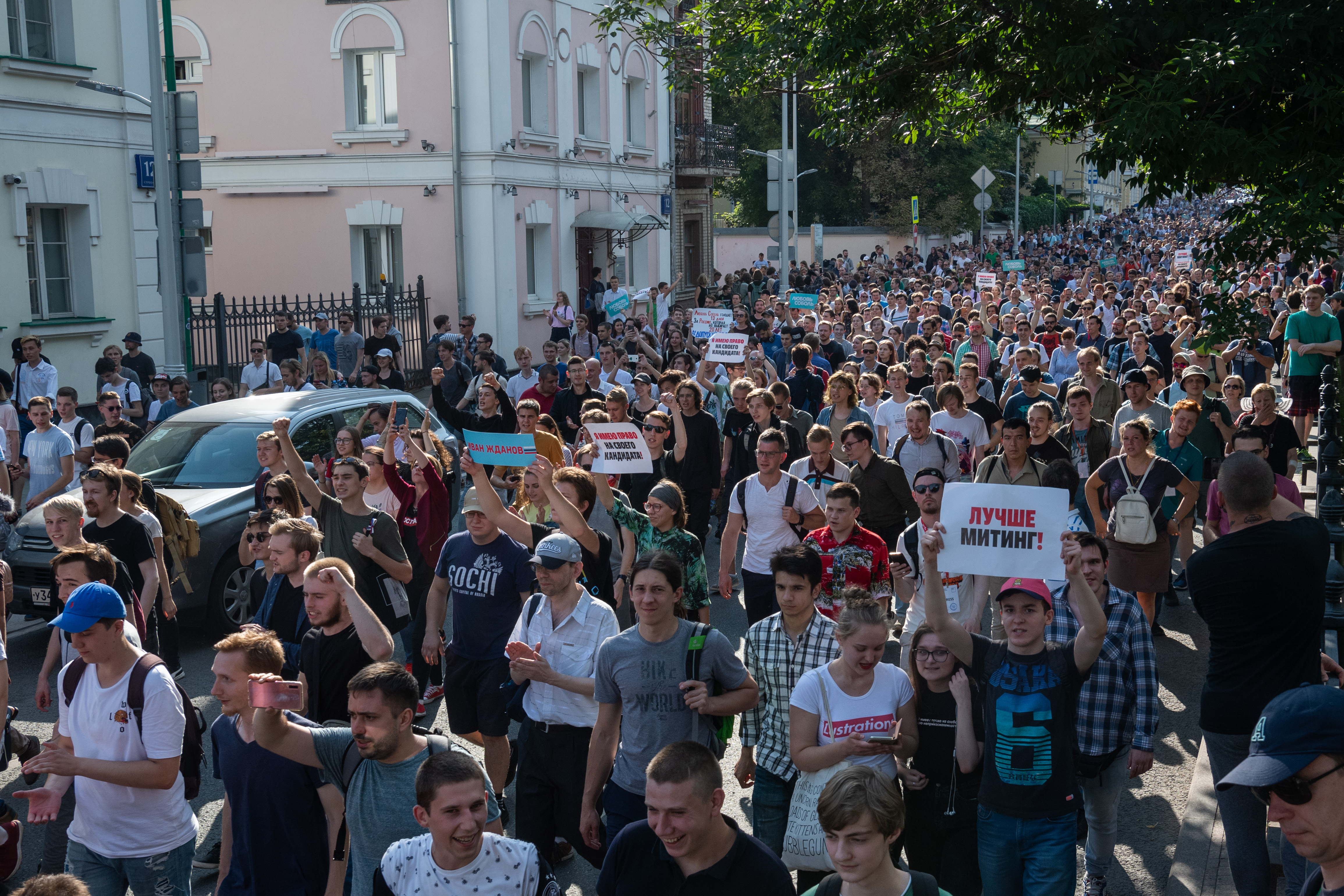
Raduno di Mosca a sostegno dei candidati dell'opposizione per la Duma della città di Mosca. 27 luglio 2019.

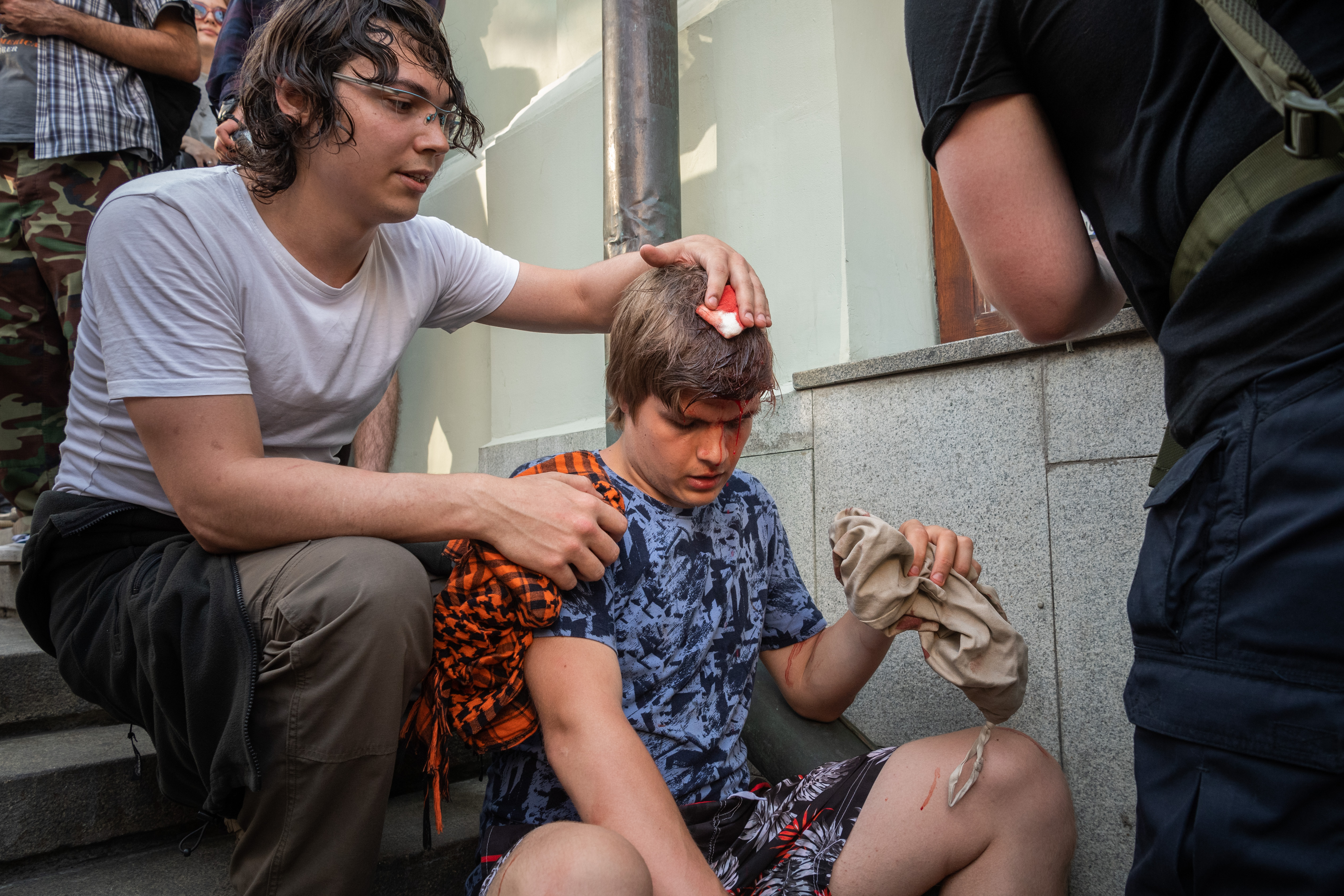
Raduno di Mosca a sostegno dei candidati dell'opposizione per la Duma della città di Mosca. 27 luglio 2019.

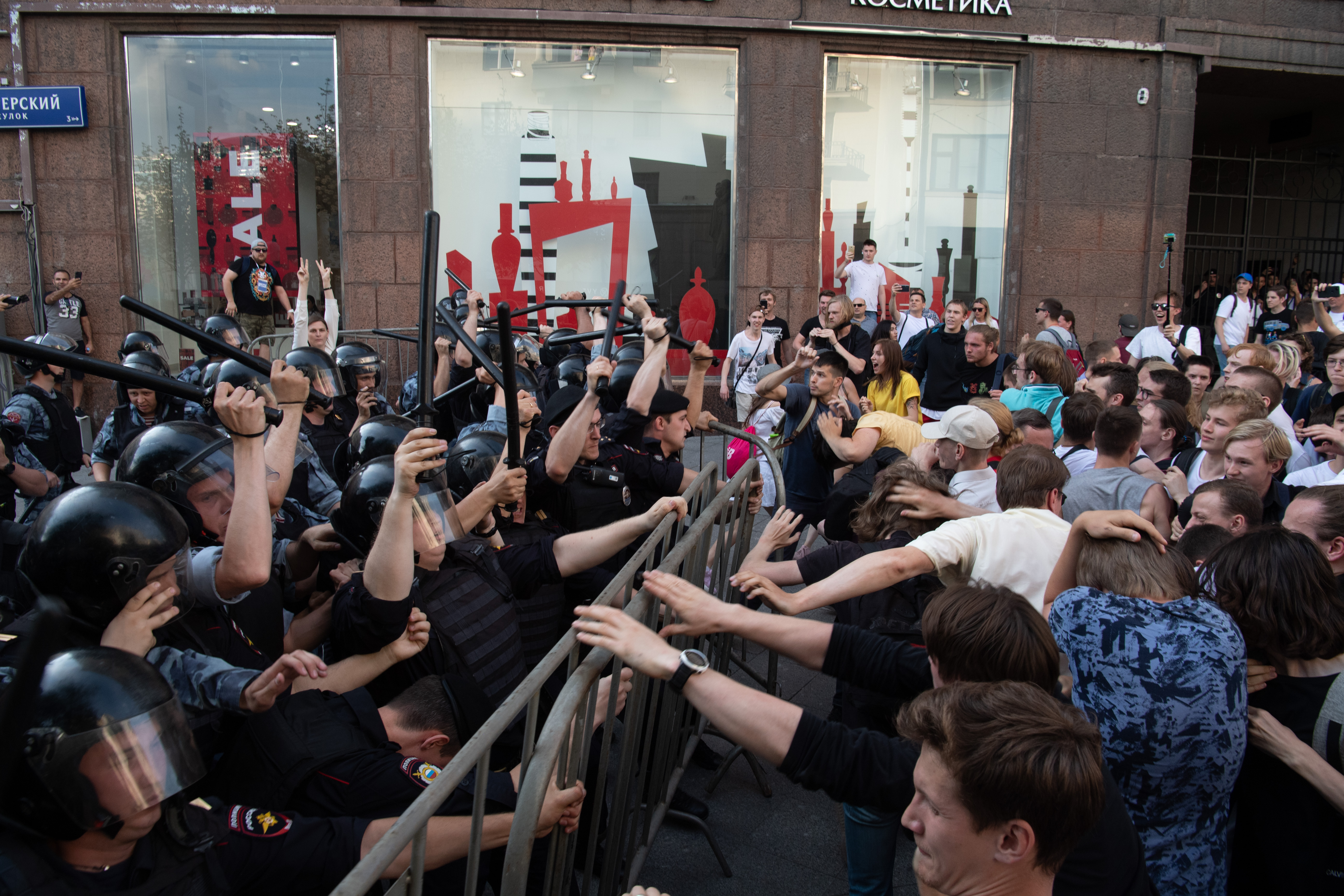
Raduno di Mosca a sostegno dei candidati dell'opposizione per la Duma della città di Mosca. 27 luglio 2019.

Il 14 luglio, 17 candidati indipendenti hanno incontrato i propri sostenitori in Piazza Novopuškinskij. Successivamente si diressero al municipio e infine in via Mochovaja all'edificio del MCEC. I candidati chiesero di accettare le firme a loro sostegno e di consentire loro di partecipare alle elezioni. La polizia russa e la guardia nazionale inizialmente agirono educatamente, ma in seguito iniziarono a distruggere le tende situate nel cortile del MCEC e ad arrestare i manifestanti. Secondo il portale OVD-Info, entro la sera sarebbero state arrestate 39 persone, tra cui i candidati Il'ja Jašin, Ljubov' Sobol', Ivan Ždanov e Julija Galjamina. Quattro manifestanti vennero ricoverati in ospedale dopo una dura detenzione, diversi attivisti vennero malmenati dalla polizia. I candidati detenuti chiesero ai sostenitori di incontrarsi di nuovo presso l'edificio del MCEC il giorno successivo.

### Raduno sulla prospettiva Sacharov
Il 20 luglio si è tenuto un raduno autorizzato sulla prospettiva Sacharov con gli stessi requisiti. È diventata la più grande azione politica in Russia dalle proteste del 2012. Secondo l'organizzazione "White Counter", hanno partecipato oltre 22 000 persone. Il requisito principale era quello di ammettere i candidati indipendenti alle elezioni. Secondo le informazioni di OVD, sette persone sono state arrestate durante e dopo il raduno. Aleksej Naval'nyj a nome di tutti i candidati indipendenti ha presentato un ultimatum alle autorità di Mosca: se tutti i candidati indipendenti non sarebbero stati registrati entro una settimana, il 27 luglio successivo si sarebbe svolta una manifestazione non autorizzata davanti al Municipio di Mosca. Successivamente, Il'ja Jašin per conto di tutti i candidati indipendenti ha pubblicato una lettera aperta congiunta al sindaco Sergej Sobjanin, che conteneva l'ultimatum di Naval'nyj, un'offerta per incontrare e discutere la situazione e una proposta al Consiglio presidenziale per la società civile e i diritti umani di tenere una riunione non programmata e discutere di ciò che stava accadendo a Mosca.

### Raduno del 27 luglio a Mosca
La mattina del 27 luglio, la polizia ha arrestato i leader delle proteste Ivan Ždanov, Ljubov' Sobol', Dmitrij Gudkov, Il'ja Jašin e Julija Galjamina. Ci furono arresti fino alle 19:00. La manifestazione avrebbe dovuto iniziare alle 14:00 Tuttavia, alle 12, 2 ore prima dell'inizio, la polizia aveva già arrestato la prima persona - un pareggiatore (che si è rivelato essere l'autore del nuovo logo della MosMetro), che faceva la sua corsa mattutina. Durante l'arresto, dei poliziotti si sono feriti alle gambe. Successivamente, il CIC ha dichiarato che le azioni di polizia erano legittime. Recinzioni metalliche, autobus e camion bloccavano l'ingresso a Tverskaja Street. La connessione mobile venne bloccata. Tutti i negozi e i bar nella zona di via Tverskaja e Piazza Puškinskaja vennero chiusi "per motivi tecnici". Come è stato rivelato in seguito, le truppe della polizia e della Guardia Nazionale furono spedite dalle vicine oblast' di: Vladimir, Kaluga, Rjazan', Tver', Tula, Smolensk, Jaroslavl' e Mosca. Oltre a ciò, la polizia aveva agenti "civili" tra i manifestanti.

### Accuse penali più gravi contro i manifestanti (caso di Mosca)
Tra i molti manifestanti arrestati, alcuni sono stati accusati di reati che comportano possibili lunghe pene detentive. Secondo il Financial Times: "Nel caso di un detenuto di nome Žukov, le prove del suo uso della 'violenza' sono un video in cui cerca di sollevare la visiera dell'elmetto di un poliziotto antisommossa, secondo Pavel Čikov, capo della ONG della difesa pubblica Agora".

### Raduni del 10 agosto

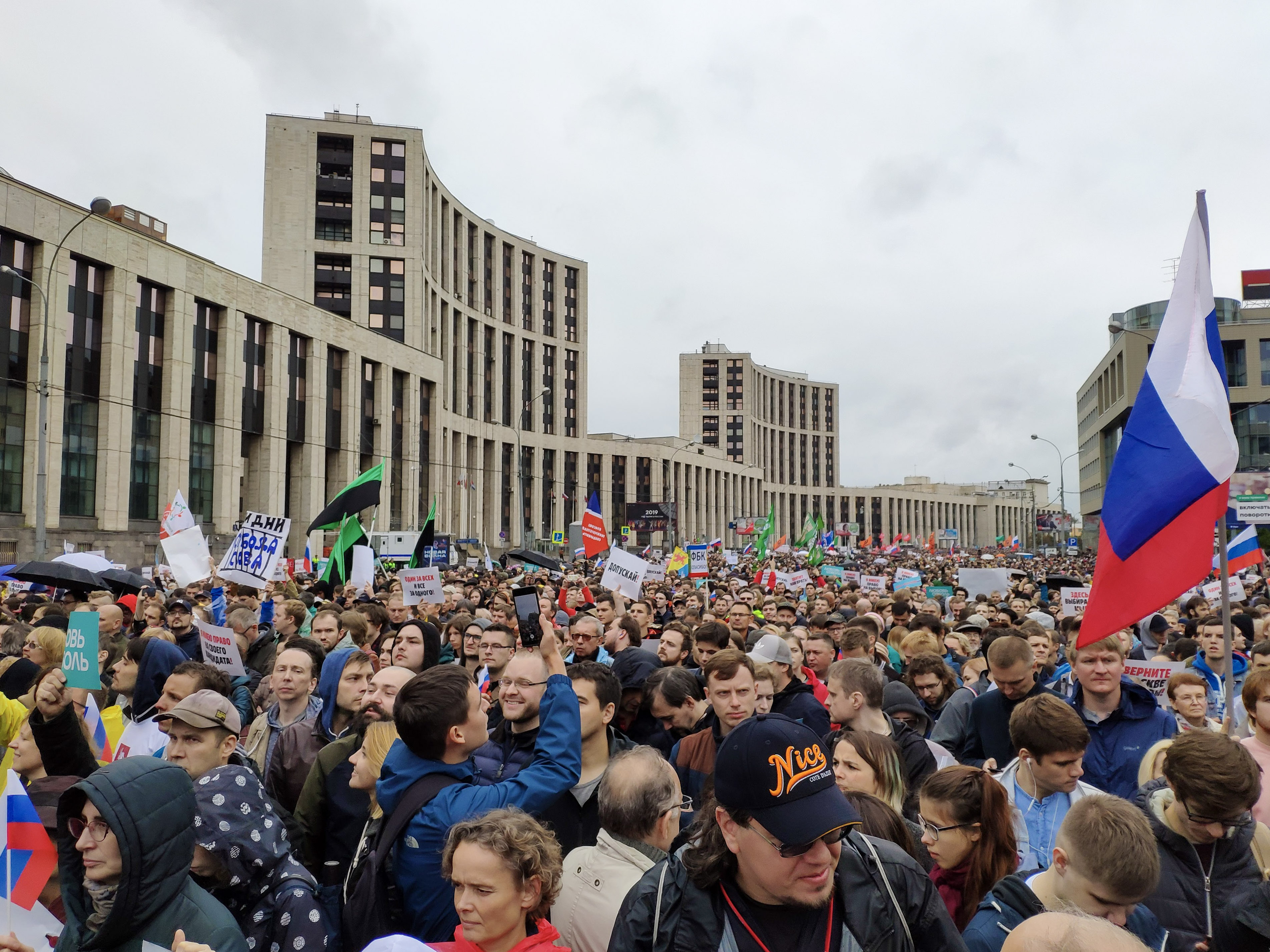
Raduno di Mosca a sostegno dei candidati dell'opposizione per la Duma della città di Mosca. 10 agosto 2019.

Prima dell'inizio della manifestazione, Ljubov' Sobol' venne stato nuovamente arrestato sulla base di una denuncia "da parte degli organizzatori della manifestazione contro di essa ed alcuni altri partecipanti che stavano preparando provocazioni". Gli organizzatori del raduno hanno negato questa informazione. Inoltre, la polizia ha condotto una ricerca nello studio alternativo "Navalny LIVE". Il 12 agosto Ljubov' Sobol' viene multato di 300 000 rubli (circa 4300 euro), e il 13 agosto viene nuovamente multato per la stessa cifra.

## Indagini
Durante la campagna elettorale della Duma della città di Mosca del 2019, la FBK (Fondazione anti-corruzione) del leader democratico Aleksej Naval'nyj ha pubblicato molte inchieste anti-corruzione contro i deputati della Duma della città di Mosca della fazione di Russia Unita, i membri della CEC, della MCEC e i funzionari della città di Mosca. Anche le autorità hanno successivamente ammesso che le indagini dell'FBK hanno avuto un impatto significativo sull'attività di protesta e sui risultati elettorali.
Il 22 luglio, la Fondazione Anti-corruzione ha rivelato che il giornalista propagandista filo-governativo Vladimir Solovjov aveva una residenza permanente italiana.
Sergunina, Birukov e altri funzionari della città di Mosca non hanno risposto alle indagini dell'FBK.

## Reazioni internazionali
L'UE ha condannato numerose detenzioni e un uso sproporzionato della forza e ha invitato la Russia a rispettare i suoi impegni OSCE e altri obblighi internazionali.
Il PACE ha espresso profonda preoccupazione per l'arresto e la detenzione di centinaia di persone.
Gli Stati Uniti hanno condannato le detenzioni di oltre 100 persone e l'uso sproporzionato della forza.
Il Regno Unito ha espresso profonda preoccupazione per le detenzioni arbitrarie e ha invitato la Russia a rispettare i suoi impegni internazionali in materia di diritti umani.
La Germania ha definito le azioni di polizia "violente".
Il Canada ha espresso profonda preoccupazione e ha invitato ad astenersi dalla violenza.
La Francia ha chiesto il rilascio di tutti i detenuti.
La Cina ha condannato le ingerenze straniere negli affari interni della Russia e ha espresso sostegno per il governo russo nel mantenimento dell'ordine pubblico.